# アップフロントグループ
株式会社アップフロントグループ（英: UP-FRONT GROUP Co., Ltd.）は、アップフロントプロモーションなどのグループ会社を統括する日本の持株会社。日本音楽制作者連盟（ただし、2023年1月現在、音制連の正会員一覧には非明記）、日本映像事業協同組合に加盟。

## 主な特徴
- 傘下に複数の芸能プロダクションやレーベルを抱え、本業の芸能活動以外の不動産、飲食などの業務にも進出するなど、1990年代前半をリードしてきたビーイングに似た組織構造を持つ。
- 森高千里、堀内孝雄、シャ乱Q、並びにモーニング娘。やアンジュルム（旧・スマイレージ）などを筆頭とする「ハロー!プロジェクト」などのヒットにより不動産投資を推し進めた結果、現在では利益額で不動産事業が所得利益の1/3を占める。
- ハロー!プロジェクトのようにグループ内のアイドル間でのコラボレーションが多く見られることで知られる。

## 沿革
- 1983年（昭和58年）1月14日 - ヤングジャパングループ内に株式会社ツーバンを設立。
- 1986年（昭和61年）5月 - 株式会社メイハウスと統合し、株式会社アップフロントエージェンシー（初代）になる。
- 1995年（平成7年）4月 - 株式会社アップフロントエージェンシーを5社に分社化し、社名を株式会社アップフロントエージェンシーグループに変更。
- 1999年（平成11年） - 社名を再び株式会社アップフロントエージェンシー（2代目）に変更。
- 2001年（平成13年）9月 - 芸能事業部門を分社化して株式会社アップフロントエージェンシー（3代目）を設立し、本社機能のみを保持したグループ統括企業となり、社名を株式会社アップフロントグループに変更。
- 2004年（平成16年）
  - 3月21日 - 株式会社ゼティマを存続会社に株式会社ハチャマ・株式会社ピッコロタウンのレコード会社の3社が合併し、株式会社アップフロントワークスを設立。各レーベルは同社の社内レーベルとして継続する。
  - 4月1日 - プロダクションと営業会社を再編。ギャラクシープロモーション、インパルプロモーション、ジャニスプロモーションをアップフロントエージェンシーに、エフエヌジー、ワンボイス、ペドラーをアップフロントプランニングにそれぞれ事業統合。再編時にハーモニープロモーションおよびグランブルーは資本構成上グループからは離脱しているが、今なお系列企業である。
- 2012年（平成24年）10月1日 - 株式会社アップフロントエージェンシー（3代目）の社名（法人名）を株式会社アップフロントプロモーションに変更。「アップフロントエージェンシー」の社名は新たに設立された別会社（4代目）が引き継ぐ[3]。
- 2015年（平成27年） - 子会社4社を吸収合併。旧4社を継承する部門として社内カンパニー制を導入し、アップフロントエージェンシー社、ディーシーファクトリー社、アプタス社、関西支社の4カンパニーを設置。アップフロントエージェンシー社の傘下に札幌支社を設置。これに伴い、事業持株会社体制とした。
- 2016年（平成28年）12月 - コーポレートロゴマークを改定し、株式会社アップフロントワークスなど関連会社の一部も共通のロゴマークに改定する。
- 2020年（令和2年）12月 - 本社を長年入居していた赤羽橋のビルから五反田に移転。
- 2023年（令和5年）- 品川区北品川に移転。

## 社内カンパニー
2015年頃に子会社4社を吸収合併し、旧4社を当社の社内カンパニーとして事業持株会社制へ移行した。
2016年12月のコーポレートロゴマーク改定に伴い、アップフロントエージェンシー社とディーシーファクトリー社は各カンパニーロゴの下に小さく「UP FRONT GROUP」のロゴを記載し、ロゴ表記を統一している。
- アップフロントエージェンシー社[注 1] - グループ全体のプロモーション企画推進、グループ所属タレントのCMキャスティング窓口。
  - アップフロントエージェンシー社 札幌支社 - 北海道エリアにおけるプロモーション、札幌支社所属タレントのマネジメント。
- ディーシーファクトリー社[注 2] - オンラインショッピングモールサイト「e-LineUP!Mall」の運営、インターネットコンテンツの企画・制作・運営、CD・DVDのジャケット制作・映像制作、キャラクター商品の企画・制作・販売など。
- アプタス社 - 会計・経理事務受託。
- 関西支社（旧株式会社アップフロント関西） - 西日本エリアにおけるプロモーション、関西発タレント・アーティストの発掘・育成、関西地区におけるハロー!プロジェクトオフィシャルショップの運営。

## グループ傘下および系列会社
※印は2016年12月にグループ内共通のコーポレートロゴマークに改定した企業

### エンタテイメント事業（プロダクション事業会社）
- 株式会社アップフロントプロモーション※[注 3]
- 株式会社ジェイピィールーム※ - アップフロントグループとは異なり、音制連ではなく日本音楽事業者協会（音事協）に加盟している[4]
- 株式会社アップフロントクリエイト※

### エンタテイメント事業（音楽事業会社）
- 株式会社アップフロントワークス※
- 株式会社アップフロント音楽出版

### エンタテイメント事業（営業事業会社）
- 株式会社オデッセー - コンサート・イベント関連事業。
- 株式会社コットンクラブ・ジャパン

### ライフ&カルチャー事業
- 株式会社アップフロントインターナショナル※ - ファンクラブの運営。アップフロントミュージックスクールの運営も行っていた。
- 株式会社オデッセー出版※ - 出版事業。
- 株式会社花畑牧場（代表取締役：田中義剛）
- 株式会社スタジオ・ケイグループ（代表取締役：勝野八千代[5]）- ハワイアンキルトの製造販売。
- 株式会社オデッセー不動産 - 不動産事業。
- 株式会社グラビティー - ゴルフクラブシャフトの開発・製造・販売事業。
- UP-FRONT HAWAII INC. - ハワイでの事業全般。
- 株式会社ハロー!プロジェクトオフィシャルショップ - オフィシャルグッズの企画・制作・販売、オフィシャルショップの運営。
- 株式会社エスタシオン - イベント・催事運営業務。

### 関連会社
- 株式会社ハーモニープロモーション - 資本関係がない芸能プロダクション。社長はモーニング娘。の元マネージャー和田薫。
- 株式会社ジャストプロ - 2012年6月設立。当初はジェイピィールーム、現在はアップフロントクリエイトとの間でマネジメント業務を提携。
- TNX株式会社（代表取締役：寺田光男）
- 株式会社えがおプランニング - ハロー!プロジェクトオフィシャルショップの運営を行っている関連会社[6]。
- YU-Mエンターテインメント株式会社 - 2016年設立。アップフロントクリエイトとの間でマネジメント業務を提携。代表は吉川友のマネージメント山田昌治。

### 過去に存在していた系列会社
- 株式会社楽天スポーツプロパティーズ - 楽天との合弁会社。プロ野球パシフィック・リーグ球団、東北楽天ゴールデンイーグルスに関わる事業。2010年7月1日に株式会社楽天野球団に吸収合併された。
- 株式会社アップフロントスタイル - 2007年7月設立。2011年に有限会社スタジオキューブと統合し、株式会社スタイルキューブとなる。
- 株式会社トップラインエージェンシー
- 株式会社アップフロントトレンド（楠本柊生所属）
- 株式会社キッズネット - アップフロントとKADOKAWAの共同出資による合弁会社。2015年6月1日にアップフロントブックスと合併しオデッセー出版に商号変更。
- 株式会社Million Star Production
- 株式会社タイトプロ
- 株式会社アップフロントプランニング
- 株式会社UJ プランニング
- 株式会社オールトゥゲザー - 催事、旅行企画など。
- 株式会社フィジック - スポーツ施設。
- 株式会社楽々本舗 - カイロプラクティックなど。
- 株式会社あじわいフーズ
- 株式会社京寿々
- 株式会社レゾナンス